# برخسن‌هوک
برخسن‌هوک (به هلندی: Bergschenhoek) یک منطقهٔ مسکونی در هلند است که در لانسینگرلاند واقع شده‌است. برخسن‌هوک ۱۶٫۶۳۴ نفر جمعیت دارد.